# Erateina thyridata
Erateina thyridata är en fjärilsart som beskrevs av W. Warren 1904. Erateina thyridata ingår i släktet Erateina och familjen mätare. Inga underarter finns listade i Catalogue of Life.